# Панютина, Любовь Феликсовна
Любовь Феликсовна Панютина (род. 26 июля 1970 года) — советская и российская саночница, выступавшая в дисциплине натурбан, многократный чемпион мира и Европы. Заслуженный мастер спорта.

## Карьера
В мончегорскую секцию натурбана пришла в 1985 году, первый тренер - В.И. Семиразуменко. С 1989 года тренировалась в г. Кандалакше Мурманской области.
В 1987–2001 – профессиональная спортсменка, член сборной команды СССР/России по натурбану. Пятнадцатикратная чемпионка СССР и России.
Дважды становилась чемпионкой мира и один раз - чемпионкой Европы.
По результатам сезонов Кубка мира трижды (1992/1993, 1993/1994, 1996/1997) заканчивала сезон на второй позиции. 18 раз поднималась на подиум этапов Кубка мира, в том числе 5 раз - на верхнюю ступень.
Окончила Мончегорский техникум физкультуры. С 2001 – тренер специализированной ДЮСШ олимпийского резерва.